# المدينة بلا اسم
«المدينة بلا اسم» (بالإنجليزية: The Nameless City)‏ هي قصة رعب بقلم هوارد فيليبس لافكرافت وكتبها في يناير 1921 ونشرها لأول مرة في عدد نوفمبر 1921 من مجلة صحافة الهواة «وولفيرين». وغالبا ما يعتبر أول قصة من حكايات كثولو ميثوس، حيث يستشهد لين كارتر بأربعة قوائم لحكايات كثولو التي كتبها لافكرافت، ومنها قائمته وقائمة أوغست ديرليث، وتختلف هذه القوائم قليلا عن بعضها البعض، إلا أنها جميعا تبدأ بقصة «المدينة بلا اسم».